# Gudački kvartet Sebastian
Gudački kvartet Sebastian je hrvatski gudački kvartet.

## Povijest
Osnovan je 1982. kao Kvartet muzičke omladine Zagreb. Od 1990. djeluje pod današnjim imenom. Članovi su danas: Anđelko Krpan, violinist i pedagog, Saki Kodama, violinistica, Nebojša Floreani, violist te Zlatko Rucner, violončelist.
Usavršavali su se na tečajevima komorne glazbe u Grožnjanu, Rogaškoj Slatini, Pečuhu i Saumuru. Od 1988. kvartet je član Međunarodne zaklade Yehudi Menuhin. Kvartet je koncertirao diljem svijeta. Repertoar ima naglasak na hrvatskom stvaralaštvu, a djela obuhvaća od klasike do suvremene glazbe. Surađuju s istaknutim hrvatskim i svjetskim glazbenicima (Milan Turković, Paul Meyer, Pierluigi Camicia, Aleksandar Serdar i dr.). Koncerte obogaćuje likovnim izričajem i izložbama slika likovnih umjetnika.
Nosač zvuka snimili su u crkvi Majke Božje od sedam žalosti u Kostanjevcu na Žumberku. Krešimir Petar Pustički je bio tonski majstor i producent, Mas dizajn je oblikovao, a fotografije su djelo Maria Majcana. Nosač zvuka oplemenio je akademski slikar Jagor Bučan. Nakladnik je Croatia Records, a urednica Nikolina Mazalin.

## Nagrade
- Porin 2008. u kategoriji Najbolji album božićne glazbe. Album: Svim na zemlji - Izvođač: Martina Zadro, Martina Gojčeta-Silić, Gudački kvartet Sebastian[2]